# Nikolaus Senn

Nikolaus Senn 1978 (2. v. r.)

Nikolaus Senn, auch Niklaus (* 22. Oktober 1926 in Herisau; † 2. November 2014 in Herrliberg; heimatberechtigt in Wil SG und Herrliberg) war ein Schweizer Bankmanager.

## Leben
Senn wuchs in Appenzell auf. Sein Vater Niklaus Senn war Direktor bei der Appenzell-Innerrhodischen Kantonalbank und Innerrhodner Landeszeugherr.
Senn studierte Jurisprudenz an den Universitäten Freiburg, Zürich, Lausanne und Bern und schloss 1950 in Bern mit dem Doktorat ab. Daneben schlug er eine Offizierslaufbahn beim Militär ein. Nach praktischer Ausbildung in einem Rechtsanwaltsbüro in St. Gallen und dem Erwerb des Anwaltspatents trat er im Mai 1951 als Praktikant in die Schweizerische Bankgesellschaft (SBG), eine der zwei Vorgängerinnen der heutigen UBS, ein.
Von 1954 bis 1959 war er beim Sekretariat der Schweizerischen Bankiervereinigung in Basel tätig, 1959 kehrte er zur SBG zurück. Auf den 1. Januar 1965 wurde er zum Direktor und Leiter des Finanzsekretariats ernannt. Auf den 1. Juli 1966 wurde er zum stellvertretenden Generaldirektor ernannt und wurde Mitglied der Generaldirektion, zuständig für die Leitung der Anlageberatung und Vermögensverwaltung sowie des Wertschriftenhandels Gesamtbank (Börse).
Auf den 1. Januar 1968 wurde Senn zum Generaldirektor ernannt und übernahm die Gesamtleitung des Finanzbereichs, die er bis 1980 innehatte. Anschliessend stand er als Präsident bis 1988 der Generaldirektion und ihren Stabsstellen vor.
Am 7. April 1988 wurde Senn von der Generalversammlung in den Verwaltungsrat gewählt, der ihn zu seinem Präsidenten ernannte. Er folgte auf Robert Holzach. Nach acht Jahren wurde Senn 1996 pensioniert. Daraufhin wurde er am 16. April 1996 durch die Generalversammlung zum Ehrenpräsidenten der Bank gewählt. Zwei Jahre später fusionierte die Schweizerische Bankgesellschaft (SBG) mit dem Schweizerischen Bankverein (SBV) zur heutigen UBS.
Senn sass in verschiedenen Verwaltungs- und Aufsichtsräten internationaler Unternehmen, unter anderem war er von 1980 bis 1995 im Ausschuss des Verwaltungsrats der Winterthur Versicherungen, von 1988 bis 2002 Präsident von Richemont und von 1988 bis 1998 im Aufsichtsrat der Siemens.
Senn war eng vernetzt mit Politik und Militär.

## Privates
Senn spielte in seiner Studienzeit Eishockey auf hohem Niveau. Für den SC Bern spielte er eine Wintersaison lang als Verteidiger. In den 1980er-Jahren erlitt Senn in seinem Büro bei der SBG einen Herzinfarkt und musste hospitalisiert werden.
Senn war ab 1952 verheiratet und hatte zwei Töchter und einen Sohn. Er lebte mit seiner Frau ab 1963 in Herrliberg, wo er im Alter von 88 Jahren auch verstarb.
Er spielte in seiner Freizeit Golf, im Winter Curling. Ausserdem unternahmen er und seine Frau Schiffsreisen. Von 1979 bis 2000 war Senn Präsident des Golfclubs Lenzerheide.
Senn war nach seiner Pensionierung ein gefragter Gesprächspartner in den Medien in Sachen UBS.
Er war seit Studientagen Mitglied der AKV Kyburger Zürich und AV Berchtoldia Bern, beides Studentenverbindungen im Schw. StV.

## Schriften
- Die Feuerschaugemeinde in Appenzell: Geschichtlich-dogmatische Darstellung. Appenzell 1950 (Dissertation, Universität Bern, 1950).
- Die Schweizer Banken zwischen Politik und Geschäftstätigkeit. Ausbildungszentrum Wolfsberg der SBG, Ermatingen 1982.